# ローリングマシン
「ローリングマシン」は、1988年8月にSANKYOが発売した、センターに配置されている役物自体が回転するパチンコ機のシリーズ名。
『ローリングマシンⅠ』と『ローリングマシンⅡ』の2機種がある。

## 概要
貯留機能を搭載していないオーソドックスな羽根モノタイプ。本機は、役物の羽根に玉が寄りにくいゲージ構成をしており、始動チャッカーへの入賞の難しさと、羽根開閉スピードの速さが重なり、通常時は役物内に玉をなかなか拾わない機種であった。V入賞後に大当たりラウンドが開始すると役物が大回転を始め、規定数の入賞もしくは羽根が規定回数開閉した後に通常時の状態から180度反転した形で停止する。この状態になると、Vゾーンへの入賞を妨げる突起物がなくなり、継続率も良くなる。
豪快に回転する役モノが目を引き大人気を獲得した。Vゾーンは手前中央にあるが、小さな突起物により通常時は入りにくい。見た目にも面白く、羽根モノの可能性を広げた一台。—『パチンコ必勝ガイド 羽根モノ大全』p.27
通常時に、羽根に拾われた玉が、役物内でV入賞となるコースは主に真ん中から向かうパターンである。クセの良い台であれば右方向からも入ることがあるが、右羽根から拾わせない限りこのパターンでVゾーンに入賞させるのは難しい。大当たり後半の役物が停止した時に、ステージが右に傾いて停止するクセのある台も存在した。右に傾いて停止する台で大当たり前半に多くの玉を入れすぎた場合、残りの少ない玉でV入賞を狙うことになるが、傾きが原因で大半は右にそれてしまうので継続は難しかった。
本機が発売された1988年は様々なタイプの羽根モノ機が発売された。
同年に発売された羽根モノタイプの機種として、同社から1988年に発売された『マーメイド』と『ブロードウェイ』がある。

## スペック
- ローリングマシンⅠ
  - 賞球数 ALL13
  - 大当たり最高継続 8R
- ローリングマシンⅡ
  - 賞球数 7&13
  - 大当たり最高継続 8R

## 演出
通常時の羽根開放時間は、1チャッカーに入賞すると0.45秒×1回、2チャッカーの場合は0.5秒×2回である。
大当たりラウンドが開始すると、役物内の回転体が右回りで回転を繰り返す。玉は回転体の中に入り、一緒に回るが、回転中にVゾーンに入賞することはごく稀にしかない。1ラウンドあたり羽根は18回まで開閉を繰り返し、最大で10個まで入賞することが可能である。玉がハズレ穴に6個カウントされるか、羽根が10回開閉した時点で、回転体は上下逆になって停止する。上下逆になると、Vゾーン手前の突起もなく、奥の2本柱の幅も広いので、V入賞しやすくなる。
大当たり中は、回転体が停止してからのほうが、Vゾーンへの入賞率は高いが、ハズレ穴に6カウント後に回転体が停止となった場合は、残り4カウントでVゾーンへ入賞させなければならない。この打ち方よりも、大当たりの途中で玉の打ち出しを止める打ち方のほうがV入賞を継続させやすい。玉を4個か5個羽根に拾わせた後にストップボタンを使用して一度玉の打ち出しを止めて、羽根が10回開閉した後の回転体が停まった状態で打ち出しを再開すれば、Vゾーンに入りやすい状態を、より多くの玉で狙えるので継続率は上がる。
ローリングマシンの必勝術と言えば、ストップボタンによる止め打ちと、役物内の回転ボックスの傾きによる台の判別法だ。ストップボタンは、大当たりの後半に継続チャンスの大きい機種には共通して利用することができる。—『パチンコ必勝ガイド』1989年 10月号、p.22

## サウンドトラック
- 『The Pachinko Music from SANKYO』キングレコード、1989年9月8日。140A 7714。
  - BGMが収録されている。